# 한경석 (1948년)
한경석(1948년 ~ 2024년 5월 29일)은 대한민국의 언론인이다.

## 학력
- 중앙대학교 (신문방송학 / 박사 수료)

## 경력
- 동아일보 편집부장
- 삼성언론재단 미디어연구실 위원
- 중앙대학교 신문방송학과 겸임교수

## 생애
그는 박정희 대통령 시절부터 기자생활을 하였고 2009년 학생을 위한 장학금으로 써 달라며 동아꿈나무재단에 200만원을 기탁했다. 이후 2014년 신문사에서의 일상을 적어낸 자서전 '인생은 희망이더라'를 펴냈다.

### 사망
2024년 5월 29일 사망했다. 향년 76세.